# 海北友松
海北友松（日语：海北友松，1533年—1615年6月27日），日本画家之一，创建了海北派。日本近江（今滋贺县）坂田郡人，淺井家家臣海北綱親末子。早年因政治斗争而入寺为僧。后致力于绘画创作，他常于模仿，自成一家，具有较强的艺术性与表现性。其作品为日本后世绘画创作产生了较大影响。